# Kesaria Abramidze
Kesaria Abramidze (en georgiano: კესარია აბრამიძე; Tiflis, 18 de agosto de 1987 - Tiflis, 18 de septiembre de 2024) fue una bloguera, actriz y modelo georgiana, siendo la primera persona del país que admitió públicamente ser transexual.

## Biografía
Antes de transicionar, su material genético fue congelado fuera del país, lo que le permitió tener un hijo biológico. Kesaria Abramidze anunció que se sometió a una cirugía de afirmación de género en 2014, apareciendo el año siguiente en un anuncio de ropa interior.
Kesaria fue invitada a varios programas, entre ellos a la serie de televisión Psychopath Games y al programa de Davit Kovziridze, Zhure Katsat. En 2018, Abramidze participó en el concurso de belleza Miss Trans Global y representó a Georgia. Posteriormente, se convirtió en la presentadora del programa Primera Casa de Rustavi 2.

### Asesinato
Abramidze fue encontrada asesinada el 18 de septiembre de 2024 en su domicilio de las afueras de Tiflis, justo un día después de que el Parlamento de Georgia aprobara la ley anti-LGBT. Al día siguiente se detuvo a una persona de 26 años en el aeropuerto de Kutaisi, que supuestamente mantenía una relación con la modelo y ya la había amenazado anteriormente. En una publicación en abril de ese mismo año, Abramidze ya había denunciado maltrato tanto físico como psicológico por parte de su pareja. El asesinato causó conmoción en el país siendo condenado por el fiscal general de Georgia, Levan Ioseliani; la presidenta del país, Salomé Zurabishvili, que propuso que fuera una llamada de atención para la sociedad en su conjunto y por la portavoz de la Oficina de Derechos Humanos de la ONU.